# Pastorale provençale

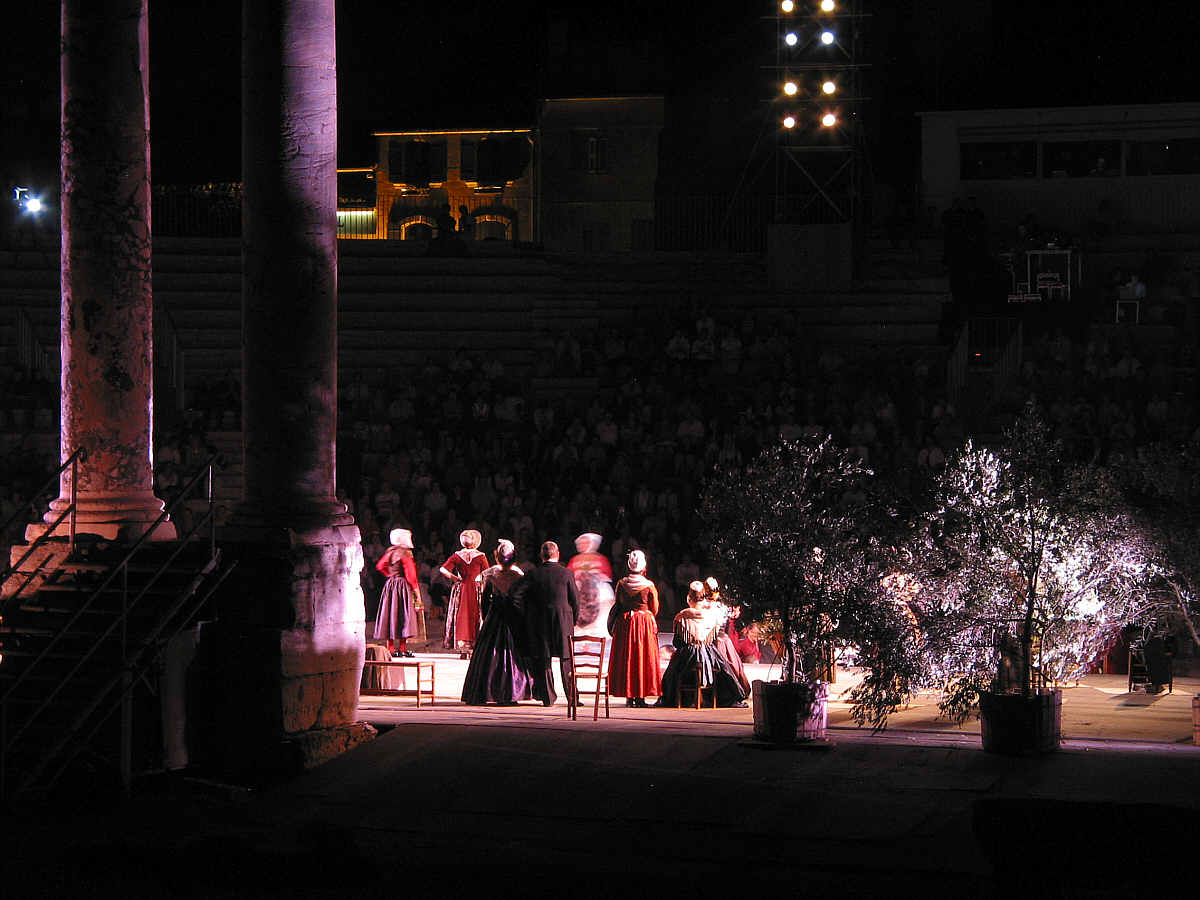
Pastorale provençale au théâtre antique d'Arles.

Une pastorale provençale est une pièce de la Nativité parlée et chantée au moment de Noël.

## Maurel
La pastorale la plus renommée en Provence est la « Maurel » créée en 1844 sous le titre Rei de Glori, Canten Victori. En cinq actes, entièrement en provençal sauf le 4e qui est en français (l'acte d'Hérode) mais rarement présenté, elle est l'œuvre d'Antoine Maurel, qui l'a écrite en 1844, rue Nau à Marseille, où se trouvait le siège du Cercle catholique d'ouvriers, dirigé par l'abbé Julien.

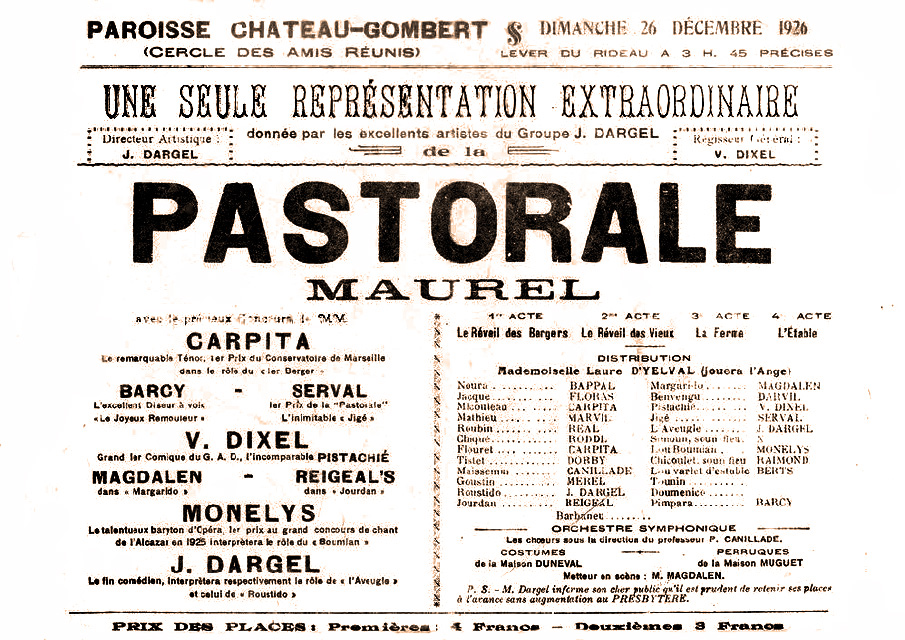
Affiche annonçant à Château-Gombert la représentation de la pastorale Maurel en 1926.

### Premier acte
Lors du premier acte l'ange annonce la nouvelle aux bergers. Puis s'ensuit une présentation des différents personnages qui met en avant leurs caractères particuliers. L'aveugle à qui le boumian a volé son fils. Le meunier qui n'a comme famille que son âne et son chien (ou presque) Pimpara, le rémouleur qui aime bien lever le coude et caresser la bouteille. Jiget, le bégue et Pistachié le peureux qui se fait embobiner par le boumian à qui il vend son ombre (son âme) contre une bourse d'argent.

### Deuxième acte
Le deuxième acte met en scène la divulgation de la nouvelle de la naissance de l'enfant. Les bergers arrivent au village et réveillent Roustido, un vieux vieux garçon, un peu giron, il finira par réveiller son compère Jourdan le mari de Margarido qui souhaite rester jeune. Tout ce raffut fera que Margarido, sa femme, vieille acariâtre qui ne rate jamais une occasion d'engueuler son mari, ne tardera pas à descendre. Les trois vieux réunis partiront vers l'étable sans oublier de répandre la nouvelle au hasard du chemin.

### Troisième acte
Tout ce petit monde se retrouve chez Benvengu, maître d'une grande ferme et beau-fils de Jourdan. Il est veuf et chez lui, tout nouvel arrivant est l'occasion de faire la fête autour d'un bon verre de vin. Après quelques agapes, la chute de Pistachié poussé par le boumian dans le puits et l'arrivée de l'ange qui confirme la nouvelle, tout ce petit monde se mettra en route vers la crèche.

### Quatrième acte

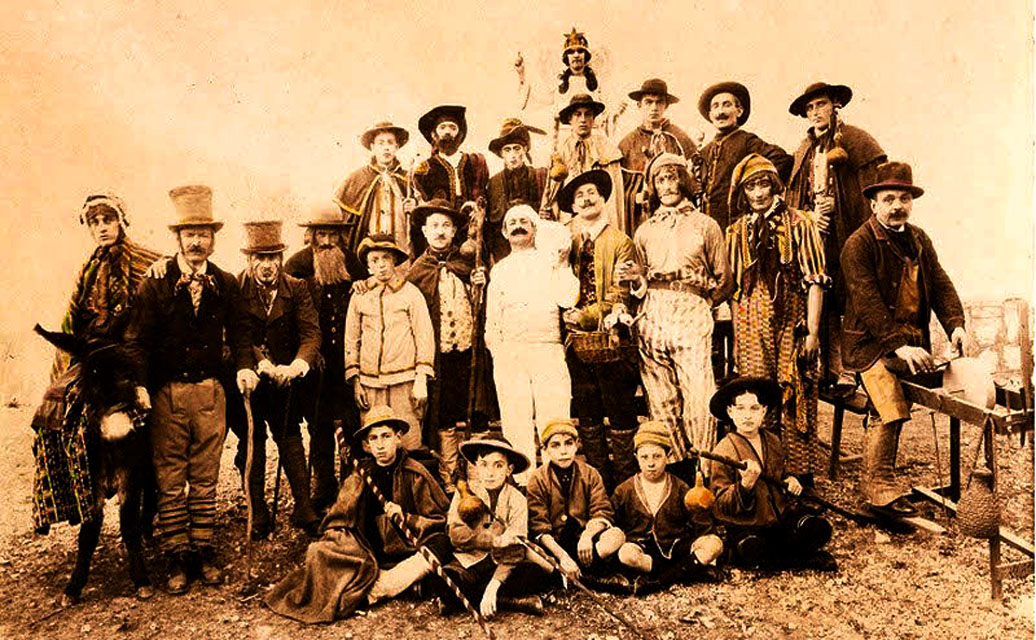
Acteurs de la pastorale Maurel à Château-Gombert vers 1920.

Le quatrième acte est l'adoration. Chaque personnage se présente devant l'enfant Jésus et lui offre son présent. Évidemment quelques miracles s'accomplissent. Margarido et Jourdan se réconcilient, l'aveugle retrouve la vue et le fils que le boumian lui avait volé, le boumian devient gentil et Jiget, le bégue, retrouve une élocution normale.
La pièce se termine par un chant, "O rei de glori" dynamique et puissant exprimant toute la joie de ce petit peuple de Provence.

Si au départ l'argument de la pièce est très fortement imprégné de l’esprit religieux, petit à petit, du fait de la baisse de l’utilisation de la langue provençale, cette Pastorale Maurel revêt un caractère plus culturel voire identitaire.
C'est pratiquement la seule pièce qui soit interprétée régulièrement, chaque année à l'époque de Noël, en Provence dans la langue de Frédéric Mistral. Aussi, chaque représentation attire de nombreuses personnes nostalgiques de cette langue, qui ne manquent pas d'amener avec eux leurs enfants voire leurs petits-enfants.

## Autres

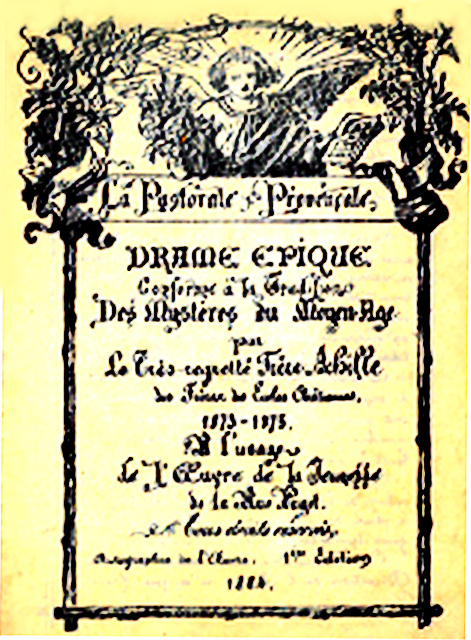
Pastorale du frère Achille 1884.
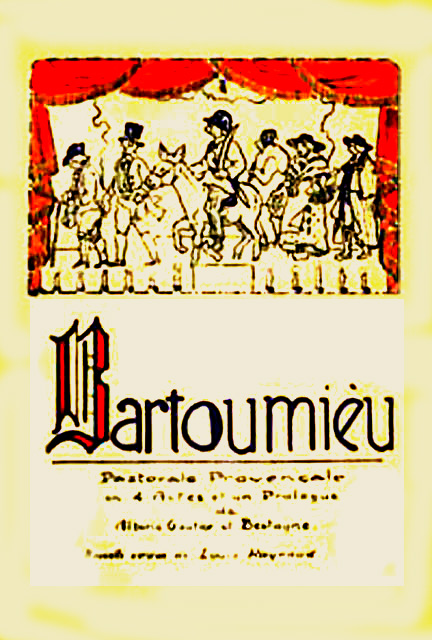
Pastorale Barthoumieu, fin du XIXe siècle.
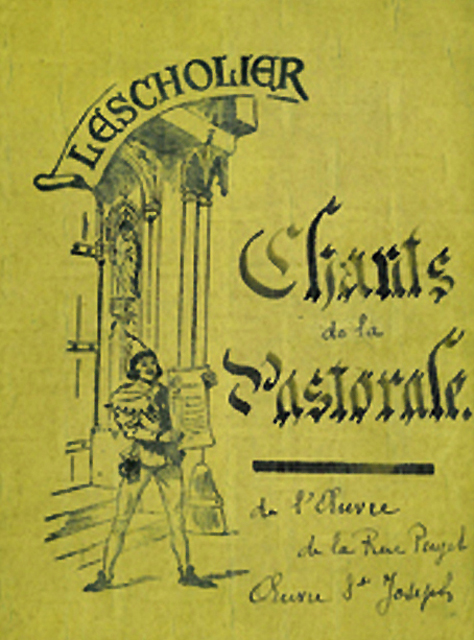
Chants de la Pastorale, début XXe siècle.

Il existe actuellement de nombreuses pastorales en Provence. De nombreux villages présentent leur propre pièce écrite par un habitant en français ou en provençal ; généralement elles sont jouées par les villageois eux-mêmes. D'autres sont plus connues comme la pastorale Audibert jouée en costumes bibliques et en français. Parmi les villages qui perpétuent cette tradition, on trouve notamment la commune de Tourtour (Var), dont les habitants jouent, chaque année, La Pastorale des santons de Provence, d'Yvan Audouard, en langue française. Le village de Séguret (Vaucluse) est célèbre pour sa pastorale "li Bergié" jouée par les habitants du village chaque année dans l'église le soir de Noël depuis 1960.
Concernant les troupes, il s'agit le plus souvent de troupes d'amateurs issues d'un groupe folklorique, qui n'ont que cette pièce dans leur répertoire ou bien de troupes de théâtre le plus souvent théâtre en provençal.
Certaines ont leur salle fixe comme la Pastorale de la rue Nau, celle de la salle Mazenod ou encore la Pastorale de Fuveau jouée dans la salle du Cercle Saint-Michel depuis 1877. D’autres représentent un village, comme  celle de Chateau-Gombert, et celle d’Allauch interprétée par lou tiatre dou terraire d'alau. D’autres sont nomades et se déplacent comme un cirque, au fil des demandes, comme l'Escolo doù Miejour et Lei Viei Pastoureu de Miramas. Ou encore la Pastoureu de Vedeno qui joue depuis plus 100 ans la pièce par une mises en scènes d’Alain Rubis.
Mais toutes ont la conviction lors de chaque représentation de défendre une culture et de conserver un lien entre un peuple et sa langue.

## Riboun d'Eyguières
À Eyguières, au pied des Alpilles, une pastorale a été écrite en 1888. Si l'argument reprend beaucoup d'élément de la Maurel, elle se distingue d'une part par son livret, d'autre part par sa partition originale. Cette pastorale, petit écrin de l'esprit du XIXème siècle, est l'oeuvre des frères Auguste et Edouard Perret (qui en ont écrit le livret) et du compositeur Alexandre Verandy.
La musique de la pastorale Riboun est entièrement originale et ne pastiche ou ne reprend aucun noël provençaux comme peut le faire la Pastorale Maurel par exemple avec des noëls de Nicolas Saboly.
La pastorale Riboun, sous-titrée "opéra-comique en cinq actes" est une oeuvre complexe qui, à l'origine, était entièrement écrite pour des voix d'homme. Le seul rôle féminin chanté est celui de la sorcière (ici, mère du bohémien) qui était initialement chanté par un homme. La multiplicité des rôles ainsi que la densité du livret de chant en font une œuvre difficile à produire. La pastorale a d'abord été produite par une petite troupe à partir de 1889 pendant quelques années, on perd la trace du groupe au début du XXe siècle. Ensuite, elle réapparaît en 1951 avec le groupe artistique d'Eyguières qui la produira quelques années avec quelques ajouts musicaux du neveu des frères Perret, Jules Perret. Enfin sa dernière réapparition est en 1982, toujours avec le groupe artistique d'Eyguières qui la joue depuis sans discontinuité autre que la pandémie de Covid 19.